# Uperoleia marmorata
Uperoleia marmorata es una especie de anfibio anuro de la familia Myobatrachidae.

## Distribución geográfica
Esta especie es endémica de Australia Occidental. Solo se conoce el Holotipo recopilado por John Edward Gray en 1841 en el área de Kimberley.

## Publicación original
- Gray, 1841 : Descriptions of some new species and four new genera of reptiles from Western Australia, discovered by John Gould, Esq. Annals and Magazine of Natural History, sér. 1, vol. 7, p. 86–91[6]